# Robbie Brightwell
Robert Ian „Robbie” Brightwell (ur. 28 października 1939 w Rawalpindi w Indiach Brytyjskich, zm. 6 marca 2022) – brytyjski lekkoatleta sprinter, wicemistrz olimpijski z 1964 i mistrz Europy.

## Kariera sportowa
Na igrzyskach Imperium Brytyjskiego i Wspólnoty Brytyjskiej reprezentował Anglię, a na pozostałych dużych imprezach międzynarodowych Wielką Brytanię.
Odpadł w półfinale biegu na 220 jardów na igrzyskach Imperium Brytyjskiego i Wspólnoty Brytyjskiej w 1958 w Cardiff. Na mistrzostwach Europy w 1958 w Sztokholmie zajął 5. miejsce w finale biegu na 200 metrów. Odpadł w półfinale biegu na 400 metrów na igrzyskach olimpijskich w 1960 w Rzymie, a sztafeta 4 × 400 metrów z jego udziałem zajęła w finale 5. miejsce.
Na mistrzostwach Europy w 1962 w Belgradzie zwyciężył w biegu na 400 metrów, a w sztafecie 4 × 400 metrów zdobył srebrny medal (skład sztafety: Barry Jackson, Ken Wilcock, Adrian Metcalfe i Brightwell).
Zdobył srebrne medale w biegu na 440 jardów i w sztafecie 4 × 440 jardów na igrzyskach Imperium Brytyjskiego i Wspólnoty Brytyjskiej w 1962 w Perth. Sztafeta biegła w składzie: Metcalfe, Jackson, Bob Setti i Brightwell.
Brightwell był kapitanem reprezentacji Wielkiej Brytanii na igrzyskach olimpijskich w 1964 w Tokio. Na igrzyskach zajął 4. miejsce w finale biegu na 400 metrów, a w sztafecie 4 × 400 metrów, która biegła w składzie: Tim Graham, Metcalfe, John Cooper i Brightwell wywalczył srebrny medal. Po igrzyskach zakończył karierę.
Brightwell był mistrzem Wielkiej Brytanii (AAA) w biegu na 440 jardów w 1962 i 1964 oraz wicemistrzem w 1960.
Został odznaczony Kawalerią Orderu Imperium Brytyjskiego w 1964. Był mężem Ann Packer.